# Xã Osage, Quận Labette, Kansas
Xã Osage (tiếng Anh: Osage Township) là một xã thuộc quận Labette, tiểu bang Kansas, Hoa Kỳ. Năm 2010, dân số của xã này là 848 người.